# Xenostega tincta
Xenostega tincta là một loài bướm đêm trong họ Geometridae.